# 丰卡拉尔-埃尔帕尔多区
丰卡拉尔-埃尔帕尔多区（西班牙語：Fuencarral-El Pardo）是西班牙首都馬德里的21個區之一，下轄有8個分区。丰卡拉尔-埃尔帕尔多區位於馬德里市轄區範圍的北部，區內有鳥類自然保護區。
 维基共享资源上的相關多媒體資源：丰卡拉尔-埃尔帕尔多区
40°28′43″N 3°42′35″W / 40.47861°N 3.70972°W